# Czeglédy Ete
Czeglédy Ete (Kovászna, 1909. augusztus 23. – Budapest, 1951. április 5.) építészmérnök és újságíró.

## Életpályája
Középiskoláit Nagyváradon kezdte és a kolozsvári Református Kollégiumban érettségizett 1927-ben. Berlinben szerzett építészmérnöki oklevelet. Első írása az Ifjú Erdélyben jelent meg; a Pester Lloyd munkatársa lett. Felesége, Koós Zsófia művésznő oldalán a második világháború után tevékeny részt vállalt a romániai magyar színházi élet újjászervezésében. 1946-ban megindította a Színház- és Moziműsor c. hetilapot, amellyel a színházak műsorának népszerűsítése mellett fórumot teremtett a színházelmélet és színháztörténet számára is. Az elvi értekezéseket lapjában szépirodalmi anyag, közvélemény-felmérés és a külföldi színházak ismertetése egészítette ki. A munkatársak közt volt Benedek Marcell, Jékely Zoltán, Kós Károly, Szabó Lajos és Szentimrei Jenő. A lap fél éven át szolgálta a romániai magyar színházak s a magyar opera kapcsolatát az irodalommal.